# 1750 Eckert
Az 1750 Eckert (ideiglenes jelöléssel 1950 NA1) egy marsközeli kisbolygó. Karl Wilhelm Reinmuth fedezte fel 1950. július 15-én, Heidelbergben.